# Ana Bolena
Ana Bolena (llamada en inglés Anne Boleyn (pronunciado /ˈbʊlɪn/, /bʊˈlen/ o /bəˈlɪn/); Norfolk o Kent, c. 1501 o 1507-Londres, 19 de mayo de 1536), fue reina consorte de Inglaterra por su matrimonio con Enrique VIII. En 1532, antes de su matrimonio con ella, el rey le concedió el marquesado de Pembroke, creado sobre el extinto condado; era la primera vez que se concedía a una mujer en Inglaterra un título de nobleza hereditario. Ana Bolena es arrestada el 2 de mayo de 1536, juzgada el 12 en un discutible proceso y ejecutada el 19.
Su fecha de nacimiento solía fijarse en 1507, pero los historiadores más modernos la datan de 1501. Ana Bolena fue la segunda esposa del rey Enrique VIII y la madre de la reina Isabel I, una de las más importantes monarcas de la historia británica. El matrimonio de Enrique VIII y Ana Bolena y la posterior ejecución de esta fueron parte de la considerable agitación política y religiosa con que comenzó la Reforma inglesa. Ana Bolena participó activamente en la promoción de la causa de la reforma de la Iglesia. La han llamado «la reina consorte más influyente e importante que Inglaterra ha tenido nunca».
Ana Bolena es popularmente conocida por haber sido decapitada bajo acusación de adulterio, incesto y traición. Está extensamente aceptado que fue inocente de estos cargos, y fue reconocida más tarde como mártir en la cultura protestante inglesa, particularmente debido a la obra de John Foxe. Su vida ha sido adaptada en numerosas novelas, obras de teatro, canciones, óperas, dramas de televisión y películas, como Ana de los mil días, The Other Boleyn Girl, Los Tudor, Henry VIII and His Six Wives y Doomed Queen Anne.
En años recientes, la opinión académica e histórica sobre ella ha sido generalmente favorable, en gran parte gracias a dos extensas biografías escritas por el profesor Eric Ives (1986 y 2004). Los trabajos de David Starkey, David Loades, John Guy, Retha Warnicke y Diarmaid Macculloch también han sido favorables o admirativos. Las populares biografías de Joanna Denny y la feminista Karen Lindsey se abordaron de forma similar. Una excepción notable es el trabajo de la escritora británica Alison Weir, cuyos libros son a menudo bastante más críticos con Ana Bolena.

## Primeros años

### Controversia sobre su nacimiento
La carencia de archivos parroquiales del período ha hecho imposible establecer la fecha exacta del nacimiento de Ana Bolena. Las pruebas a partir del siglo XVI son contradictorias, con distintas fechas que han sido propuestas por varios autores. Un historiador italiano, en 1600, sugirió que ella había nacido en 1499, mientras que el yerno de Tomás Moro, William Roper, sugirió una fecha muy posterior, 1512. Hoy en día, el debate académico se centra alrededor de dos fechas claves: 1501 y 1507. Ives, un historiador británico y experto legal, promueve la fecha de 1501, mientras Retha Warnicke, una historiadora norteamericana que también ha escrito una biografía de Ana, prefiere 1507.
La pieza clave de las evidencias escritas que respaldan este argumento es una carta que Ana escribió en 1514. La escribió en francés (su segunda lengua) a su padre, que todavía vivía en Inglaterra mientras Ana completaba su educación en los Países Bajos. Ives sostiene que el estilo de la carta y su letra madura demuestra que Ana debía tener aproximadamente trece años en el momento de escribirla. Esta estaría también en torno a la edad mínima en que una muchacha podría ser una dama de honor, cuando Ana lo fue de la regente Margarita. Ello se apoya en declaraciones de un cronista de finales del siglo XVI que escribió que Ana tenía veinte años cuando volvió de Francia. Estas conclusiones son cuestionadas por Warnicke en varios libros y artículos, pero las pruebas todavía no apoyan de forma concluyente ninguna fecha.

### Infancia y familia
Ana era hija de Tomás Bolena, más tarde primer conde de Wiltshire y primer conde de Ormonde, y su esposa, lady Isabel Bolena (nacida Isabel Howard), hija de Thomas Howard, entonces conde de Surrey y futuro II duque de Norfolk, y su primera esposa Elizabeth Tilney, por lo tanto Ana era sobrina del futuro III duque de Norfolk y prima hermana del poeta y soldado Henry Howard, conde de Surrey como así también de Catalina Howard, esta última hija de Lord Edmund Howard, tío de Ana. No se sabe con seguridad dónde nació, pero debió ser entre la mansión de su familia, Blickling Hall en Norfolk y su residencia favorita, el castillo de Hever en Kent.
Existían rumores de que Ana sufría polidactilia (seis dedos en su mano izquierda, por entonces considerado un signo del diablo) y una marca de nacimiento o lunar en el cuello, que siempre cubría con una joya. Hoy en día no existen pruebas que apoyen esta leyenda popular. Ninguno de los muchos relatos de testigos oculares sobre el aspecto de Ana Bolena —algunos de ellos meticulosamente detallados— menciona deformidad alguna y mucho menos un sexto dedo. Además, en una época en que las deformidades físicas solían ser interpretadas como un signo del mal, es difícil creer que Ana Bolena atrajera al rey Enrique, si realmente hubiera tenido alguna deformidad.
Tampoco se sabe con seguridad cuándo nacieron sus dos hermanos, pero parece claro que su hermana, María, era mayor que ella. Los hijos de María creían que su madre era la hermana mayor; así como la hija de Ana, Isabel. Su hermano Jorge Bolena nació alrededor de 1504.
En su vida adulta, Ana no mantuvo una relación estrecha con su padre, aunque sí durante la infancia. Su relación con su hermana María parece haber sido cordial, pero no íntima. Tenía una relación más estrecha con su madre y su hermano Jorge, de los que parecía sentirse más cercana.
En el momento de su nacimiento, la familia Bolena estaba considerada una de las más respetables de la aristocracia inglesa, aunque ostentaban un título desde hacía solo cuatro generaciones. Más tarde, fueron tachados de arribistas sociales, pero este era un ataque político. La tradición de que los Bolena eran una familia de comerciantes de Londres es infundada; de hecho eran aristócratas. Ana contaba entre sus bisabuelos con un alcalde (Lord Mayor) de Londres, un duque, un jarl, dos ladies aristocráticas y un caballero; entre sus parientes se encontraban los Howard, una de las familias más destacadas del país. Seguramente era de nacimiento más noble que Juana Seymour o que Catalina Parr, dos de las otras esposas inglesas de Enrique.
El padre de Ana era un diplomático respetado por su talento para los idiomas; era ya favorito de Enrique VII, que le envió a muchas misiones diplomáticas en el extranjero. Continuó con su carrera bajo el reinado de Enrique VIII, que subió al trono en 1509. En Europa Tomás Bolena tuvo muchos admiradores debido a su profesionalismo y su encanto, entre ellos se encontraba la archiduquesa Margarita de Austria, hija de Maximiliano I, emperador del Sacro Imperio Romano Germánico que gobernaba los Países Bajos en nombre de su padre. Quedó tan impresionada por Tomás Bolena que ofreció a la hija de este, Ana, un lugar en su casa. Generalmente una muchacha debía tener 12 años para obtener tal honor, pero puede que Ana fuera algo más joven en aquel momento. Margarita se refería a ella cariñosamente como «La petite Boleyn» (no se sabe, sin embargo, si el calificativo se refería a su edad o a su estatura). Causó una buena impresión en los Países Bajos por sus maneras y dedicación y vivió allí desde la primavera de 1513 hasta que su padre ordenó que siguiera su educación en París el invierno de 1514.
En Francia, Ana fue dama de honor de Claudia de Francia y también actuaba de intérprete siempre que hubiera algún importante invitado inglés en la corte. En la casa de la Reina completó sus estudios de francés y adquirió un conocimiento detallado de la cultura francesa y el protocolo. También se interesó por la moda y por la ética que reclamaba la reforma de la Iglesia. Su educación europea terminó en el invierno de 1521, cuando regresó a Inglaterra siguiendo las órdenes de su padre. Partió de Calais, que entonces todavía era una posesión inglesa, en enero de 1522.

### Apariencia y personalidad

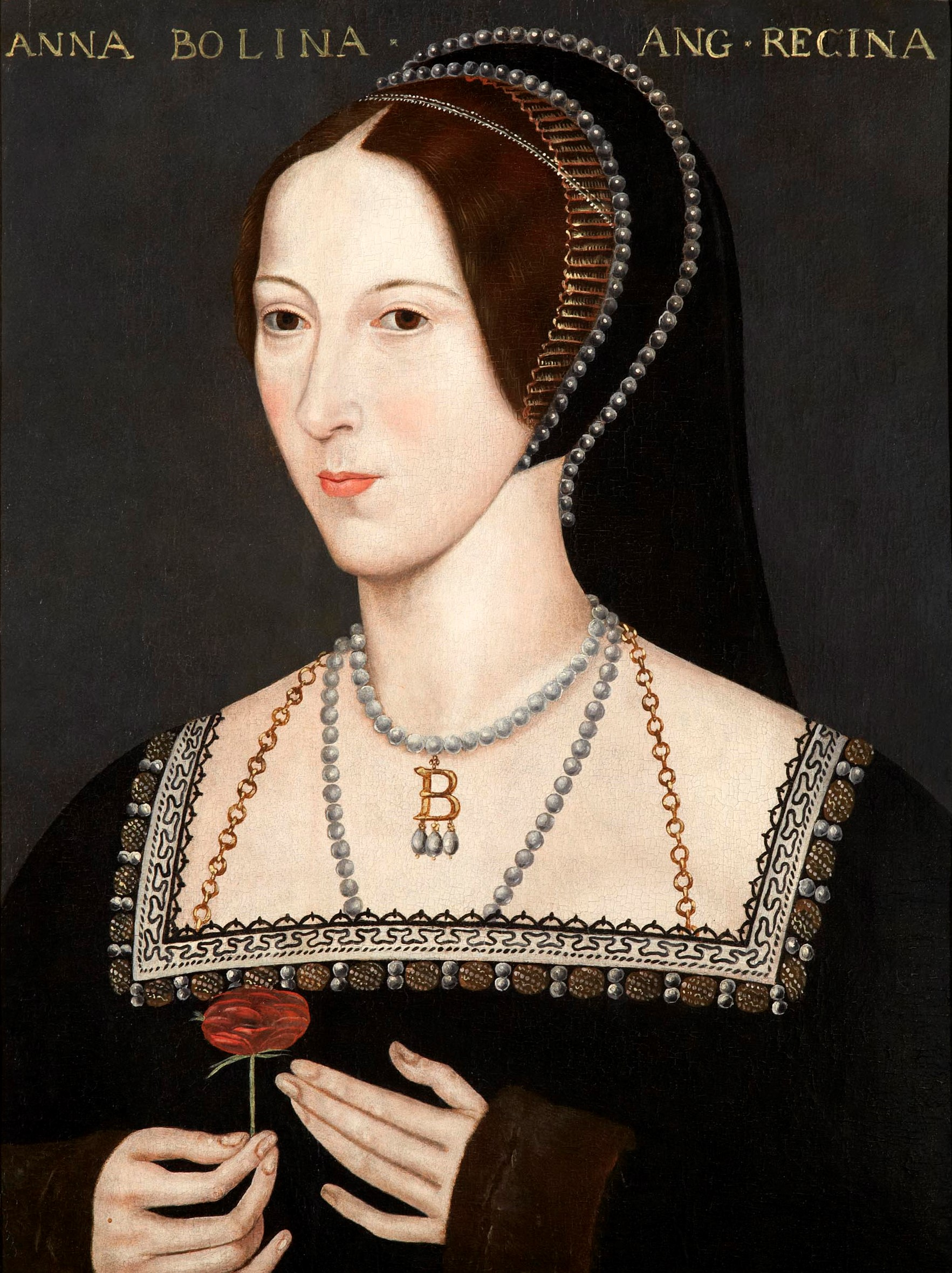
Un retrato de Ana Bolena pintado en 1550, unos años después de su muerte. Su biógrafo más reciente lo considera muy cerca de «la verdadera Ana Bolena». Actualmente se encuentra en el castillo de Hever.

Ana Bolena no era convencionalmente hermosa para su tiempo. Era delgada y su piel se consideraba demasiado oscura. Sin embargo, muchos quedaron impresionados por sus ojos oscuros y su larga melena oscura que llevaba suelta. El embajador veneciano en la corte de Enrique VIII que conoció a Ana en 1532 escribió, «no era una de las mujeres más hermosas del mundo», sin embargo otros conocidos la consideraban «completement belle» (absolutamente bella) y «una mujer joven y apuesta». Un historiador ha compilado todas las descripciones y concluye así:

Nunca se la describió como una gran belleza, pero hasta aquellos que la aborrecían admitían que tenía un encanto exacerbado. El cutis oscuro y el pelo negro le daban un aura exótica en una cultura que veía la palidez blanca como la leche como parte imprescindible de la belleza. Tenía unos ojos especialmente notables: 'negros y hermosos' escribió un contemporáneo, mientras otro afirmó que eran 'siempre los más atractivos', y que ella 'sabía bien como usarlos con eficacia'.

La gente parecía atraída principalmente por el carisma de Ana. Causaba buena impresión con su gusto por la moda e inspiró muchas tendencias entre las damas de la corte. En una visión retrospectiva, fue probablemente el mayor icono de la moda inglesa de principios del siglo XVI. William Forrest, autor de un poema contemporáneo sobre Catalina de Aragón, elogió el «excelente paso» de Ana y su habilidad como bailarina. «Aquí», escribió, «era [una] lozana doncella que podía dar un tropiezo y seguir adelante».

El encanto de Ana estaba no tanto en su aspecto físico, como en su viva personalidad, su elegancia, su agudo ingenio y otras habilidades. Era baja y ostentaba una sugestiva fragilidad [...] destacó en el canto, componiendo música, bailando y conversando [...] No era sorprendente por tanto, que los jóvenes de la corte pulularan a su alrededor.

Era una devota cristiana en la nueva tradición del movimiento humanista del Renacimiento (calificarla como protestante sería una exageración). Hizo generosas donaciones y cosió camisas para los pobres. En su juventud era «dulce y alegre» y disfrutaba con los juegos de azar, bebiendo vino, y chismorreando. Era valiente y emotiva. Sin embargo, según sus enemigos, Ana también podía ser extravagante, neurótica, rencorosa y malhumorada.

A nosotros nos parece religiosamente inconsecuente, más que agresiva; calculadora, más que emotiva; con un ligero toque cortesano aunque con gran control político… una mujer que tomó el control de su propia situación en un mundo de hombres; una mujer que hizo que su educación, su estilo y su presencia pesaran más que las desventajas de su sexo; pasó de ser moderadamente bien vista, a conducir una tormenta en la corte y al Rey. Quizás, al final, es la evaluación de Thomas Cromwell la que esté más cerca: inteligencia, espíritu y coraje.

## Enrique VIII

### Amores reales

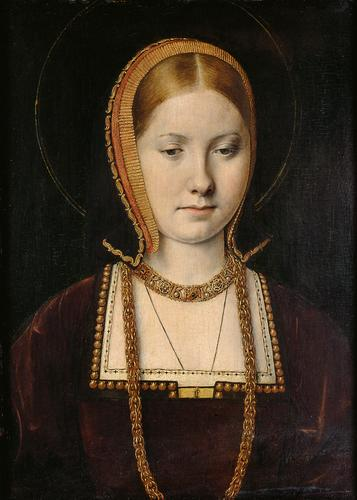
Catalina de Aragón, primera esposa de Enrique VIII.

Cuando Ana Bolena llegó a la corte, la primera esposa de Enrique, Catalina de Aragón era popular a pesar de no participar en política ni en la vida de la corte durante algún tiempo. Todos los hijos que tuvo con Enrique habían muerto jóvenes y el rey estaba preocupado por tener un varón heredero de su trono a fin de conservar la monarquía y evitar la guerra civil.
Bolena debutó en la corte en un baile de disfraces en marzo de 1522, cuando llevó a cabo una complicada danza acompañando a la hermana más joven del rey, a varias grandes damas de la corte y a su hermana María (por aquel entonces, amante del rey). Unas semanas después de esta interpretación, Bolena era conocida como la mujer de moda y más importante de la corte y se referían a ella como «el espejo de la moda» (glass of fashion).
En aquella época la cortejaba Henry Percy, VI conde de Northumberland, hijo del conde de Northumberland. La naturaleza exacta de la relación entre ambos es confusa. Muchas novelas y adaptaciones cinematográficas han idealizado la historia describiendo cómo los jóvenes amantes consumaron su relación. Sin embargo, vale la pena notar que habría sido imposible mantener su compromiso matrimonial, si hubiera sido consumado y varios de sus biógrafos han indicado que Ana había visto demasiadas reputaciones arruinadas, para arriesgar la suya. Un sacerdote católico, George Cavendish, que sentía antipatía por ella pero era amigo de Henry Percy, con posterioridad declaró categóricamente que nunca habían sido amantes. Con ello, parece poco probable que su relación fuera sexual.
El idilio se rompió en 1523, cuando el padre de Lord Henry se negó a apoyar el compromiso. Una teoría es que lo rompió en secreto el cardenal Thomas Wolsey, ministro principal de Enrique, porque el rey quería a Ana para sí mismo. Es imposible saber con precisión si esto fue así y los historiadores están divididos. Las evidencias, por declaraciones hechas a la hermana de Ana, María y su marido, William Carey, indican que entonces Enrique estaba implicado en un amorío con María Bolena.
Según George Cavendish, enviaron brevemente a Ana de la corte a las fincas rurales de su familia, pero no se sabe por cuánto tiempo. Cuando volvió a la corte reunió una camarilla de amigas y admiradores y se hizo famosa por su capacidad de mantener a los hombres a distancia. El poeta Thomas Wyatt, escribió sobre ella en el poema Whoso List to Hunt, en el que la describió como inasequible y cabezota, a pesar de parecer recatada y tranquila. En 1525, Enrique VIII se enamoró de ella y comenzó a perseguirla.

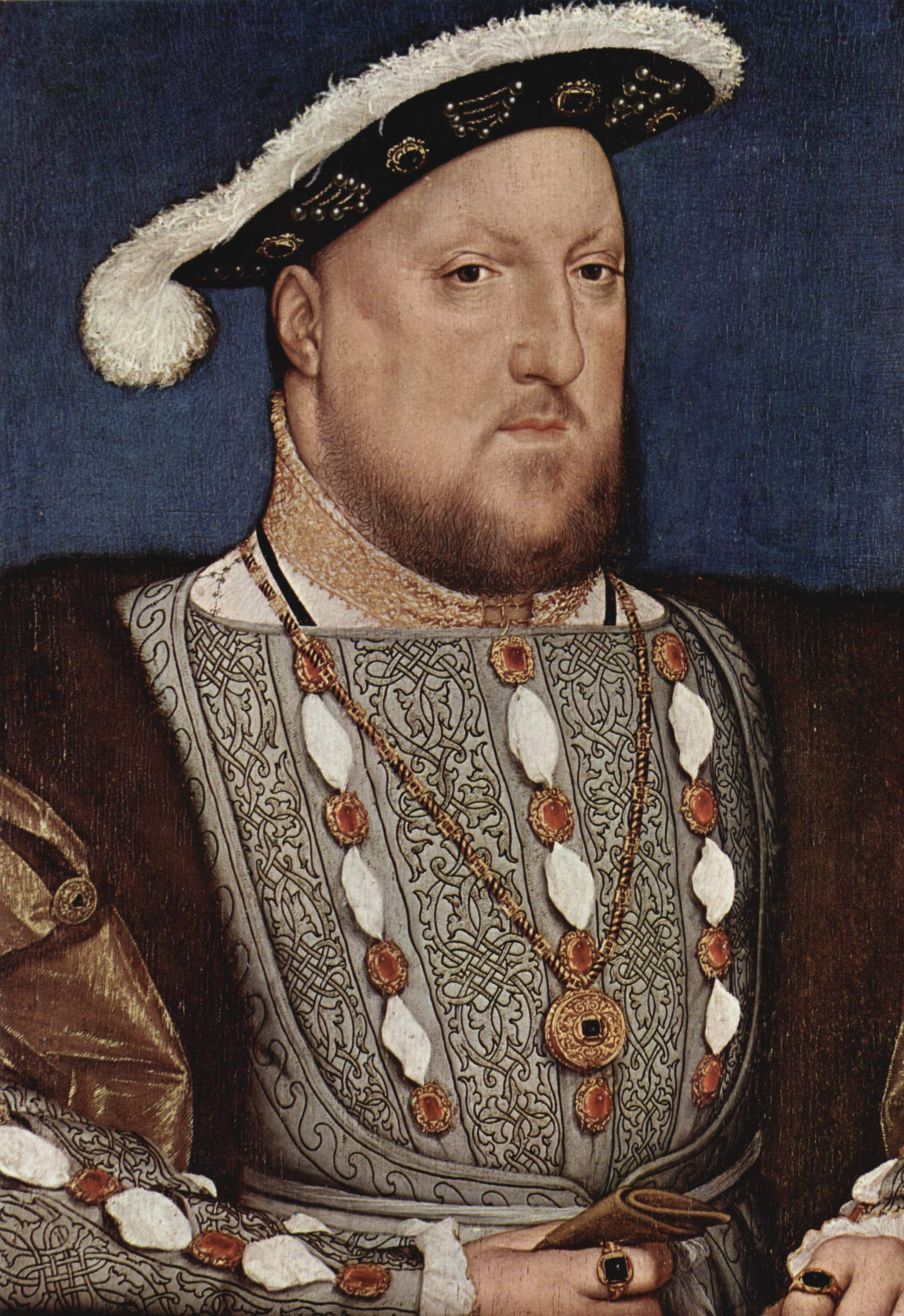
Enrique VIII de Inglaterra. Abrumó a Ana con docenas de cartas de amor.

La hermana de Ana, María, había sido con anterioridad amante por un tiempo del rey Enrique, durante el tiempo en que estuvo casada con William Carey, un caballero de la Cámara Privada del Rey. Se rumoreó durante mucho tiempo que uno o los dos hijos de María Bolena fueron engendrados por Enrique. Algunos escritores, como Alison Weir, cuestionan ahora si Henry Carey (el hijo de María) realmente era hijo del rey.
Ana se resistió a sus intentos de seducción y se negó a convertirse en su amante. Rechazó las propuestas iniciales del rey diciendo, «suplico a su alteza muy seriamente que desista, y a esta mi respuesta en buena parte. Prefiero perder la vida que la honestidad». El rey se sintió más atraído aun tras esta negativa y la persiguió incesantemente, incluso después de que ella abandonara la corte para volver a Kent. Los historiadores están divididos sobre los motivos de Ana para rechazar a Enrique —unos dicen que era virtud y otros que ambición—. Al final él le propuso matrimonio y ella aceptó. Sin embargo, decidió no acostarse con él antes de casarse, puesto que la relación prematrimonial significaba que si tenían un hijo, este sería ilegítimo. A menudo se piensa que el capricho de Enrique por ella fue una forma de anular su matrimonio, mientras que hay pruebas fiables de que Enrique tomó la decisión de acabar con su matrimonio con la reina Catalina, porque ella no le había dado un heredero; los dos puntos de vista no son excluyentes. Enrique y sus ministros solicitaron una anulación a la Santa Sede en 1527.
Al principio, Bolena lo mantuvo en secreto, pero por 1528 era del conocimiento público que Enrique tenía la intención de casarse con ella. Los parientes de Ana apoyaron su causa y tenían a muchos partidarios en la corte. Al principio, sin embargo, ella se mantuvo alejada de la política. Se deleitó en su estilo de vida recién descubierto. Enrique pagaba todo, y acumuló una importante cantidad de vestidos, pieles y joyas. Le asignaron sus propios sirvientes, varias damas de honor y nuevas dependencias en palacio.

### El poder detrás del trono
En 1529, parecía que el papa Clemente VII no fuera a conceder a Enrique la anulación que le había solicitado en 1527. En parte, el problema era que el emperador Carlos V, sobrino de Catalina de Aragón, había hecho prisionero a Clemente. Por eso Enrique vio que era poco probable que el papa le concediera la anulación a la tía del emperador. Además, la Iglesia, enredada en la Reforma, difícilmente podía permitirse contradecirse a sí misma con la anulación de un matrimonio que originalmente garantizaba una dispensa, sin dar a sus enemigos más razones para ridiculizar su autoridad. Con la tensión política en el extranjero, la corte cayó en la confusión y a partir de ese momento quedó en entredicho la lealtad del cardenal Wolsey a los Bolena.

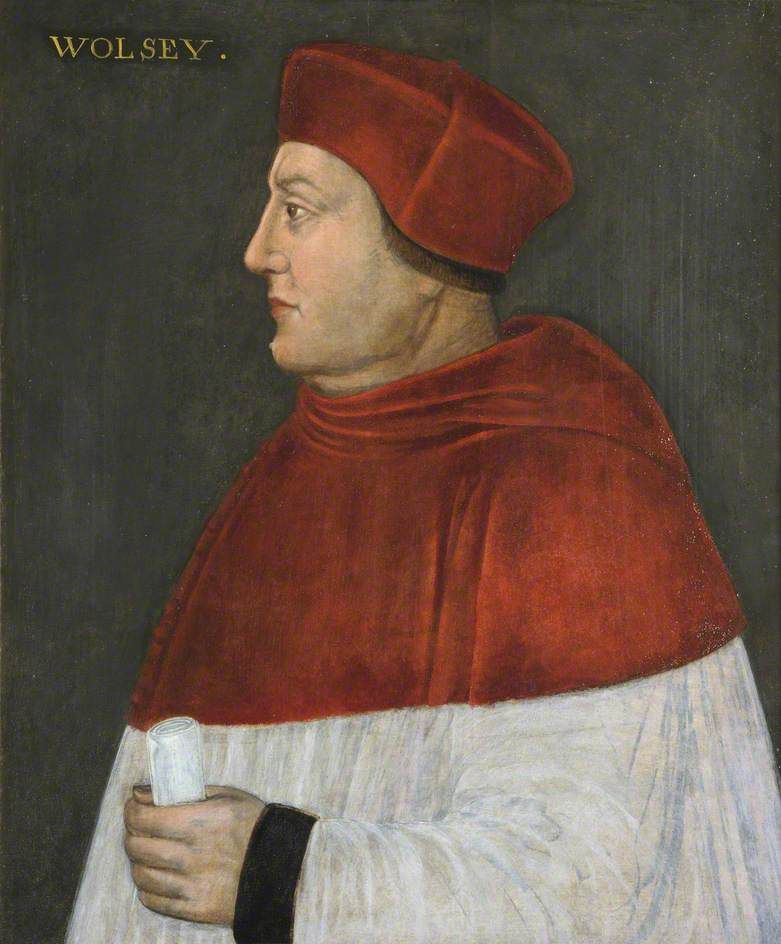
El cardenal Thomas Wolsey.

Convencida de que era un traidor, Ana Bolena mantuvo la presión hasta que Wolsey fue despedido de la oficina pública en 1529. Después de su despido, el cardenal le pidió que le ayudara a volver al poder, pero ella se negó. Entonces él comenzó a tramar un complot secreto para forzar a Ana al exilio. Para ello inició contactos con la reina Catalina y el papa. Cuando se descubrió el complot, Enrique ordenó detener a Wolsey y de no haber sido por su muerte a causa de una enfermedad terminal en 1530, podría haber sido ejecutado por traición. Un año más tarde, la reina Catalina fue desterrada de la corte y sus antiguos aposentos entregados a Ana.
Con Wolsey muerto, Ana Bolena se convirtió en la persona más poderosa de la corte, con un considerable poder para nombrar a los miembros del gobierno y en asuntos políticos.
Su exasperación por la negativa del Vaticano de convertirla en reina la orientó hacia una nueva alternativa. Sugirió que Enrique debía seguir el consejo de radicales religiosos como William Tyndale, que negaba la autoridad papal y creía que era el monarca quien debía conducir la Iglesia. Cuando William Warham, el conservador Arzobispo de Canterbury, murió, Bolena designó al capellán de su familia —Thomas Cranmer— para el puesto. También apoyó el ascenso del radical Thomas Cromwell, que se convirtió en el nuevo favorito del rey.
Durante este período, Bolena también desempeñó un gran papel en la escena internacional de Inglaterra, solidificando la alianza con Francia. Estableció una excelente relación con el embajador francés, Gilles de la Pommeraye, que quedó cautivado por ella. Con su ayuda, preparó una conferencia internacional en Calais en el invierno de 1532, en la cual Enrique esperaba ganar el apoyo de Francisco I de Francia para su nuevo matrimonio.
Antes de partir hacia Calais, Enrique le otorgó a Ana el marquesado de Pembroke, convirtiéndola en la primera plebeya inglesa en convertirse en noble por derecho propio en lugar de por herencia. La familia de Ana también sacó partido de la relación; su padre, ya vizconde de Rochford, fue nombrado conde de Wiltshire y (gracias a un trato entre el rey y los primos irlandeses de Ana, la familia Butler) conde de Ormonde. Gracias a la intervención de Ana, su enviudada hermana María recibió una pensión anual de 100 libras, y el hijo de esta, Henry Carey, fue educado en un prestigioso monasterio cisterciense.

### Matrimonio

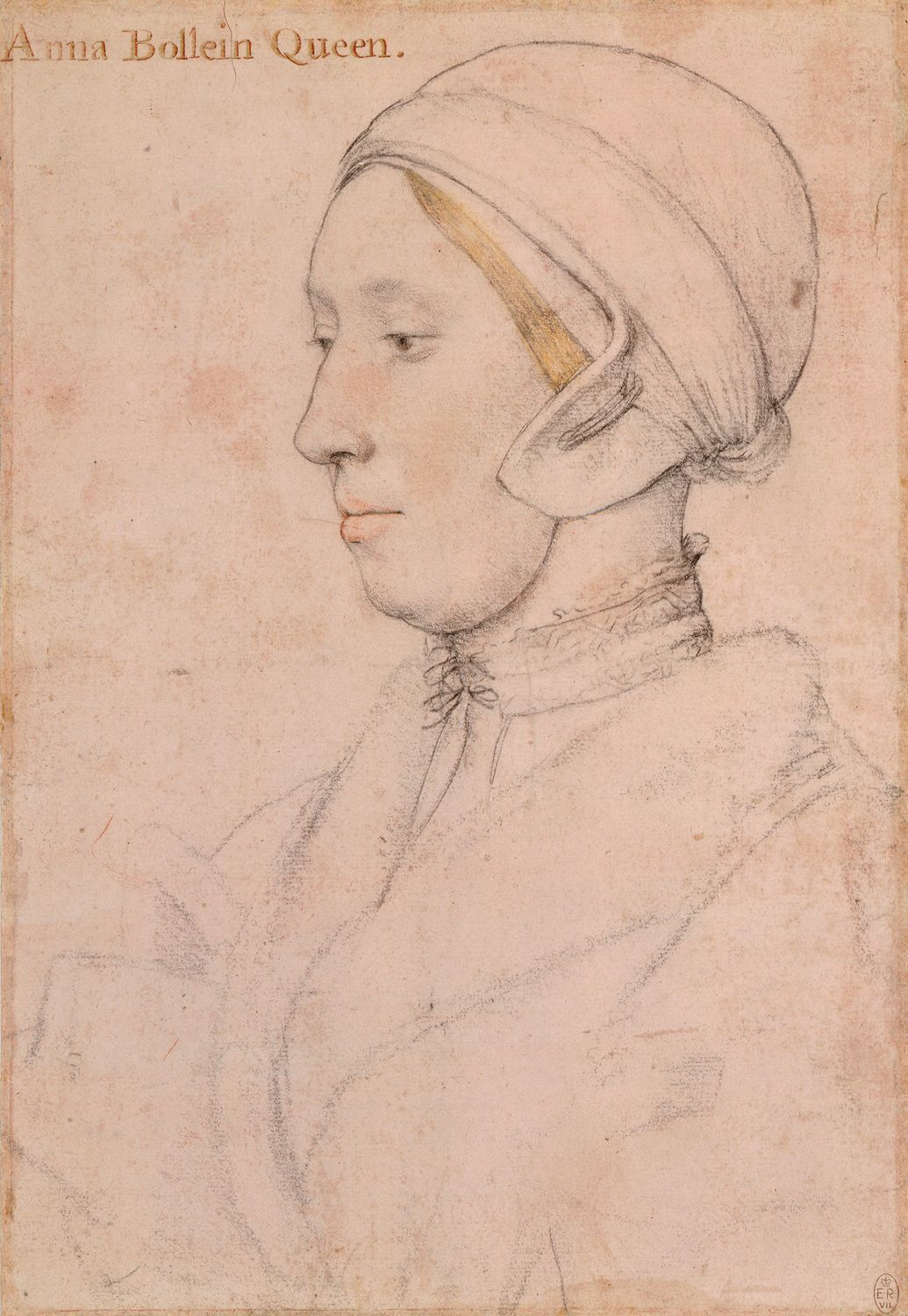
Dibujo de Hans Holbein el Joven que muestra a la reina embarazada. Algunos historiadores dudan de que sea Ana, ya que se cree que su color de pelo era mucho más oscuro.

La conferencia de Calais fue un triunfo político, ya que el gobierno francés finalmente dio su apoyo al nuevo matrimonio de Enrique. Inmediatamente después de volver a Dover en Inglaterra, Enrique y Ana celebraron una ceremonia matrimonial en secreto. Ella quedó embarazada en unos meses y, como era costumbre en la realeza, hubo una segunda ceremonia matrimonial, que tuvo lugar en Londres el 25 de enero de 1533.
En ese momento los acontecimientos comenzaron a moverse con paso rápido. El 23 de mayo de 1533, Thomas Cranmer, arzobispo de Canterbury, en la sesión del juicio en un tribunal especial que se reunió en el Priorato de Dunstable para decidir sobre la validez del matrimonio del rey con Catalina de Aragón, declaró el matrimonio de Enrique y Catalina sin fuerza legal. Cinco días más tarde, el 28 de mayo de 1533, Cranmer declaró que el matrimonio de Enrique y Ana era auténtico y válido. Siete años después de que su relación con Enrique comenzara, Ana era por fin legalmente su esposa y reina de Inglaterra. Catalina fue formalmente despojada de su título como reina a tiempo para la coronación de Ana, que ocurrió el 1 de junio de 1533. Desafiando al papa, Cranmer declaró que la Iglesia de Inglaterra estaba bajo el control de Enrique, no de Roma. Esta fue la famosa «Ruptura con Roma», que señaló el final de la historia de Inglaterra como un país católico. Pocas personas fueron conscientes del significado por entonces, y menos aún estuvieron preparados para defender la autoridad del papa. La reina Ana estaba encantada con este desarrollo —aunque mantuviera las apariencias, con atavíos católicos (el rey no habría permitido ninguna otra opción), ella creía que el Papado era una influencia de corrupción en el cristianismo. Sus tendencias católicas residuales pueden ser vistas en la ostentosa devoción a la Virgen María en el despliegue de su coronación.
Después de su coronación, Ana se asentó en una rutina tranquila para prepararse para el nacimiento inminente. Se sintió profundamente afligida cuando Enrique se encaprichó con una dama de la corte, que provocó su primer enfrentamiento serio. El asunto fue breve, ya que Enrique quiso que nada pusiera en peligro el embarazo de su esposa.

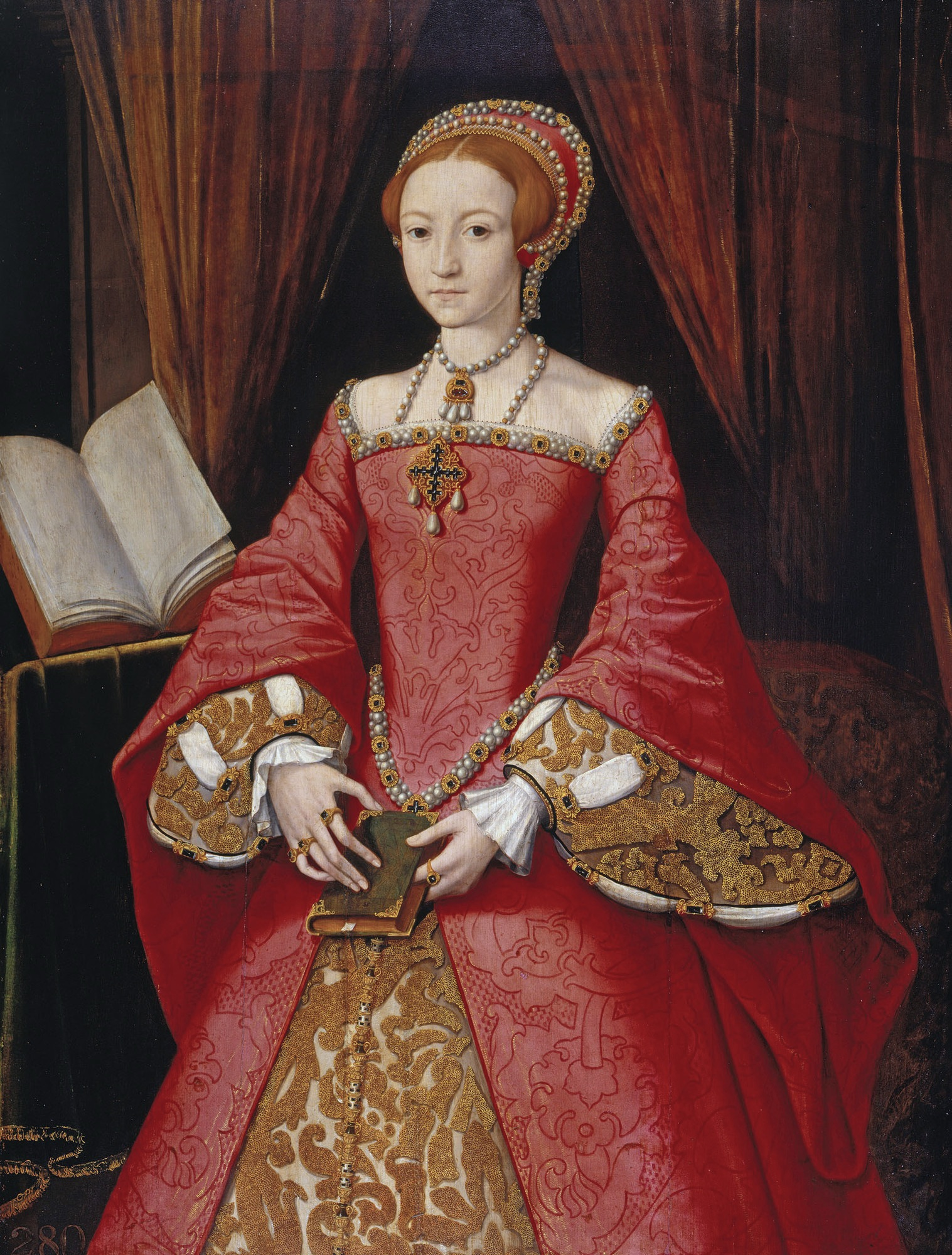
Isabel, hija de Ana Bolena. Declarada bastarda cuando su madre fue ejecutada en 1536.

La hija de Enrique y Ana nació algo prematuramente el 7 de septiembre de 1533, en el palacio favorito del rey, el palacio de Placentia. Bautizaron a su hija con el nombre de Isabel, en honor a la madre de Enrique, Isabel de York. Le dieron un bautizo espléndido, pero Ana temió que la hija de Catalina, María, amenazara la posición de Isabel. Enrique calmó los temores de su esposa separando a María de sus muchos sirvientes y enviándola a Hatfield House, donde la princesa Isabel vivía con su propio magnífico plantel personal de criados. El aire del campo era mejor para la salud del bebé, y Ana era una madre afectuosa que con regularidad visitaba a su hija. Sus visitas eran también muestras de la fricción entre ella y su hijastra la princesa María, que se refería ella como «la amante de mi padre», mientras Ana llamaba a María «esa maldita bastarda».

### Vida como reina

Escudo de Ana Bolena como reina consorte de Inglaterra.

Ana tenía un personal de sirvientes mayor que el de Catalina: había más de 250 criados para atender sus necesidades personales, desde sacerdotes hasta mozos de establo. Había también más de 60 damas de honor que la servían y acompañaban a acontecimientos sociales. También empleó a varios sacerdotes que actuaron como sus confesores, capellanes y consejeros religiosos. Uno de ellos era el religioso moderado Matthew Parker, que se convertiría en uno de los principales arquitectos de la moderna Iglesia de Inglaterra en el reinado de su hija Isabel I.
Su reputación como reformista religiosa se extendió por Europa, y fue aclamada como una heroína por figuras protestantes; hasta Martín Lutero vio su subida al trono como un buen signo. También salvó la vida del reformista francés Nicolás Bourbon, que fue condenado a muerte por la Inquisición francesa. Apeló a la familia real francesa, que salvó la vida de Bourbon como un favor a la reina inglesa. Bourbon se referiría más tarde a ella como «la reina que Dios ama». Aunque abogara por la reforma religiosa, sobre todo traduciendo la Biblia al inglés, no desafió la doctrina católica de la transubstanciación. Además, cuando su marido se opuso a la mayor parte de las reformas doctrinales luteranas, Ana tuvo que ser cuidadosa en cuanto a dirigir a Inglaterra hacia lo que a menudo se llamó «el Nuevo Aprendizaje». Era también una generosa patrocinadora de la caridad, distribuyendo limosnas para ayudar a los pobres y fondos a fundaciones educativas.
Como reina, presidió una corte magnífica. En el siglo XVI se esperaba de las familias reales que fueran extravagantes, a fin de comunicar la fuerza de la monarquía. Ana gastó sumas enormes en vestidos, joyas, tocados, abanicos de pluma de avestruz, equipamiento de montura, y la tapicería y mobiliario más fino procedente de todo el mundo. Numerosos palacios fueron renovados para satisfacer sus gustos extravagantes.

### Otros embarazos
Considerando las condiciones de su matrimonio y el deseo desesperado de Enrique de un hijo, la secuencia de los embarazos de Ana ha atraído mucho interés. Hay estimaciones de que ella tuviera no menos de tres embarazos, todos ellos terminados en abortos espontáneos producidos en un estado de gestación tan temprano que nunca eran extensamente conocidos y el sexo de los niños no podía ser determinado.
Fuentes fidedignas certifican el nacimiento de Isabel en septiembre de 1533, un aborto en el verano de 1534, y el aborto de un feto varón, de aproximadamente cuatro meses y medio de gestación, en enero de 1536. Las fechas en las cuales estos embarazos deben haber comenzado sugieren que el único otro momento en que ella pudiera haber concebido y abortado habría estado entre septiembre de 1534 y principios del verano de 1535. Ana posiblemente tuvo un embarazo adicional y fracasado en los primeros meses de 1535, pero parece muy improbable que hubiera tenido otros tres embarazos además de los tres confirmados por fuentes oficiales. Mike Ashley, en British Kings & Queens, escribe que Ana tuvo dos niños mortinatos después del nacimiento de Isabel y antes del nacimiento de «Edward», claramente una injustificada referencia al varón que Ana perdió en 1536; nadie habría pensado en dar un nombre a un niño nacido tan prematuramente. Ninguna fuente contemporánea es explícita acerca del sexo del niño de Ana malogrado en 1534.

### Muerte de Catalina de Aragón
En enero de 1536, Catalina de Aragón murió de cáncer. Tras la noticia de su muerte, se dice que Enrique y Ana se engalanaron con ropas de color amarillo brillante. Algunos historiadores lo han interpretado como demostraciones públicas de alegría en cuanto a la muerte de Catalina, pero es dudoso que la pareja real hubiera celebrado en público la muerte de Catalina, puesto que Enrique la consideraba como la «Princesa viuda de Gales», la viuda de su hermano el príncipe Arturo.
Circularon rumores de que Catalina había sido envenenada (culpaban tanto a Ana como a Enrique); los rumores surgieron tras descubrir durante su embalsamamiento que su corazón estaba ennegrecido. Los expertos médicos modernos están de acuerdo en que la oscuridad del corazón de Catalina no era debida al envenenamiento, sino al cáncer de corazón, algo que no se conocía por entonces. Tras la muerte de Catalina, Ana intentó mejorar sus relaciones con la hija de Catalina, María, pero fue rechazada de nuevo.
Durante el día del entierro de Catalina, el 29 de enero de 1536, Ana sufrió un aborto. Para la mayor parte de observadores, esta pérdida personal fue el principio del fin del matrimonio real. Lo que pasó después es uno de los períodos más polémicos de la historia inglesa, dado que es tanto una tragedia personal como un indicativo de las tendencias políticas más extensas que gobernaron la Casa de Tudor en ese período.
Cuando Ana se repuso de su aborto, Enrique declaró que su matrimonio había sido maldecido por Dios. Juana Seymour fue trasladada a nuevas dependencias y el hermano de Ana no fue aceptado en una prestigiosa orden de caballería, la Orden de la Liga, que en cambio le fue otorgada al hermano de Juana Seymour. En varias ocasiones a lo largo de estos meses, Ana expresó su temor ante la posibilidad de un próximo divorcio.

### Caída

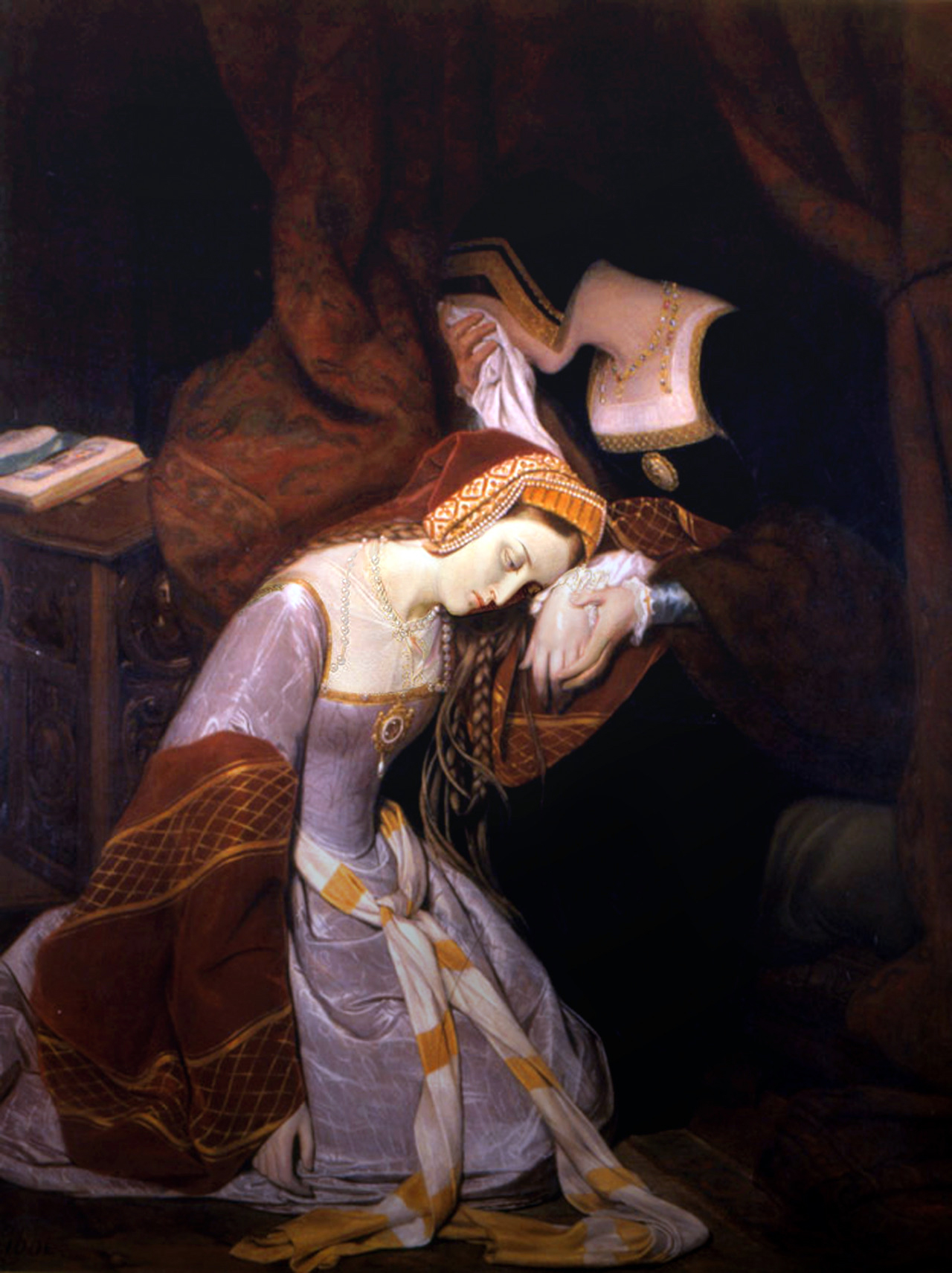
Ana Bolena en la Torre de Londres.

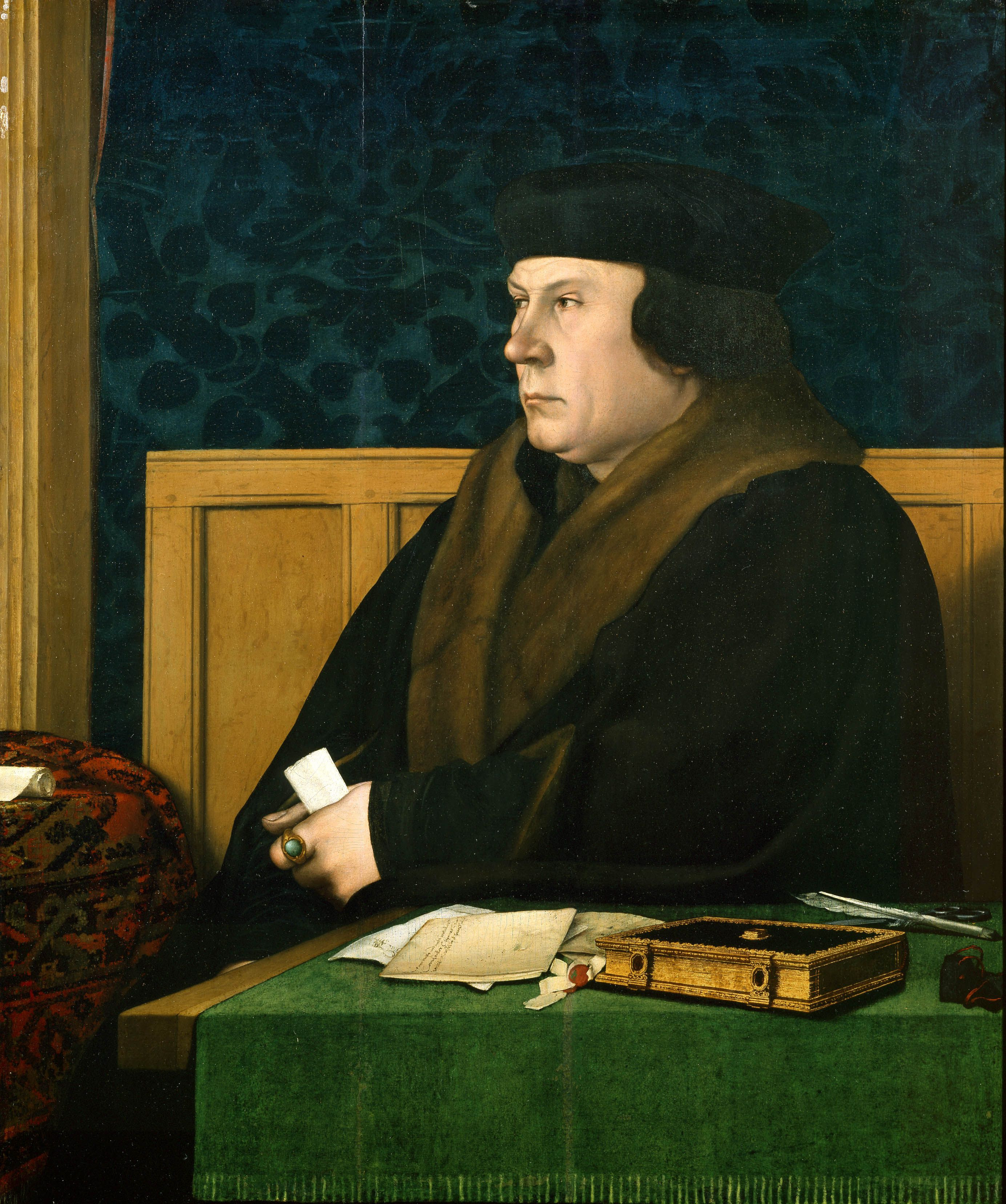
Thomas Cromwell: el antiguo aliado de Ana que más tarde preparó el complot que causó su muerte.

En los últimos días de abril, un músico flamenco al servicio de Ana llamado Mark Smeaton fue detenido y torturado por Thomas Cromwell. Al principio negó que él fuera el amante de la reina, pero, bajo tortura, confesó. También proporcionó el nombre de otro cortesano, Henry Norris, un viejo amigo tanto de Ana como del rey. Norris fue detenido durante el May Day (1 de mayo), pero dado que era un aristócrata no podía ser torturado. Él negó su culpabilidad y juró que Bolena era también inocente. Francis Weston fue detenido dos días más tarde bajo el mismo cargo. También detuvieron a William Brereton, un mozo de la cámara privada del rey, que fue también arrestado por adulterio, pero realmente parece probable que fue víctima de un viejo rencor contra él, sostenido por Thomas Cromwell. El acusado final fue Jorge Bolena, el propio hermano de la reina Ana, detenido bajo la acusación de incesto y traición, acusado de mantener relaciones carnales con su hermana durante los últimos doce meses.
El 2 de mayo de 1536, tras asistir a un partido de tenis, Ana fue detenida y llevada a la Torre de Londres. Allí sufrió una crisis nerviosa menor, exigiendo saber todos los detalles sobre el paradero de su familia y los cargos contra ella.
Cuatro de los hombres fueron procesados en Westminster el 12 de mayo de 1536. Weston, Brereton y Norris mantuvieron públicamente su inocencia y solo el torturado Smeaton apoyó a la Corona declarándose culpable. Tres días más tarde, Ana y Jorge fueron procesados por separado en la Torre de Londres. Ella fue acusada de adulterio, incesto y alta traición. La sospecha popular contra Enrique y su amante, Juana Seymour, los cuales fueron vistos de banquete en el Támesis, era generalizada. Varios panfletos circularon por Londres burlándose de los procesos y apoyando a la reina.

### Ejecución

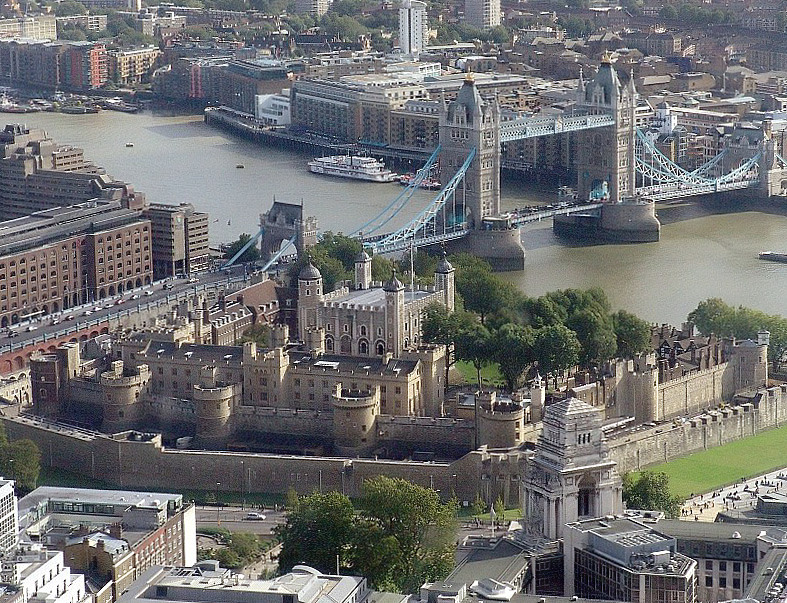
Vista aérea de la Torre de Londres.

Jorge Bolena y los otros acusados fueron ejecutados el 17 de mayo. El señor y la señora Kingston, los encargados de la Torre, relataron que Ana parecía muy feliz, y dispuesta a seguir su vida. Se dice que ella había comentado, cuando lord Kingston le trajo las noticias de que el rey había conmutado su sentencia de hoguera por la de decapitación, y había contratado a un espadachín de Calais para la ejecución con una espada de doble filo, en lugar de decapitar a una reina con el hacha común: «No tendrá mucho problema, ya que tengo un cuello pequeño. ¡Seré conocida como La Reine sans tête [La reina sin cabeza]!»
Vinieron por Ana durante la mañana del 19 de mayo para llevarla a la «Torre Verde», donde debía permitírsele la dignidad de una ejecución privada. El gobernador (Constable) de la Torre escribió de ella:

Esta mañana me hizo llamar, a ver si yo podría estar con ella mientras recibía al buen Señor [es decir, comulgaba ], con la intención de que la oyese y así dejar clara su inocencia. Y en la escritura de esto ella me llamó a mí, y a mi llegada dijo, «Sr. Kingston, oigo que no moriré antes del mediodía, y siento mucho por ello, ya que pensé estar muerta para esas horas y por delante de mi sufrimiento». Le dije que esto no debería ser ningún sufrimiento, que sería muy breve. Y luego ella dijo, «oí que dicen que el verdugo es muy bueno, y tengo un cuello pequeño», y luego puso sus manos en el cuello, riendo cordialmente. He visto a muchos hombres y mujeres ejecutados, y que han estado en gran pena, y para mi conocimiento esta dama tiene mucha alegría en la muerte. Señor, su limosnero está continuamente con ella, y fue así desde las dos en punto después de la medianoche.

Llevaba puesta «una enagua roja bajo un vestido gris oscuro de damasco, adornado con pieles». Su pelo oscuro estaba recogido y llevaba un tocado Gable en lugar de su acostumbrado tocado francés. Hizo un breve discurso:

Buena gente cristiana, he venido aquí para morir, de acuerdo a la ley, y según la ley se juzga que yo muera, y por lo tanto no diré nada contra ello. He venido aquí no para acusar a ningún hombre, ni a decir nada de eso, de que yo soy acusada y condenada a morir, sino que rezo a Dios para que salve al rey y le dé mucho tiempo para reinar sobre ustedes, para el más generoso príncipe misericordioso que no hubo nunca: y para mí él fue siempre bueno, un señor gentil y soberano. Y si alguna persona se entremete en mi causa, requiero que ellos juzguen lo mejor. Y así tomo mi partida del mundo y de todos ustedes, y cordialmente les pido que recen por mí. Oh Señor ten misericordia de mí, a Dios encomiendo mi alma.

Entonces se arrodilló en posición vertical (en las ejecuciones al estilo francés, con una espada, no había ningún bloque para apoyar la cabeza). Su oración final consistió en repetir, «a Jesucristo encomiendo mi alma; el Señor Jesús recibe mi alma». Sus damas le quitaron el tocado y ataron una venda sobre sus ojos. La ejecución fue rápida, consistente en un solo golpe. Según la leyenda, el espadachín fue tan considerado con Ana que dijo: «¿Dónde está mi espada?» o «Mozo, trae mi espada» y luego la decapitó, para que ella pensara que tenía todavía unos momentos más para vivir y no supiera que la espada estaba en camino.
A lo largo del río, el reformista escocés Alesius acompañaba a Thomas Cranmer cuando caminaba por los jardines del Palacio de Lambeth. Debieron escuchar el disparo de cañón de la Torre, señalando el final, ya que el arzobispo miró hacia arriba y proclamó: «Ha sido reina inglesa en la tierra y hoy será una reina del Cielo». Entonces se sentó en un banco y lloró.
El gobierno no aprobó proporcionar un ataúd apropiado para Ana. Así, su cuerpo y cabeza fueron depositados en un arca alargada y sepultados en una tumba sin marcar en la capilla de San Pedro ad Vincula. Su hija, la reina Isabel I a su llegada al trono, nunca se preocupó de rehabilitar su memoria y buscar un lugar más digno para descansar sus restos; en 1876 su cuerpo fue identificado en unas reformas de la capilla bajo el reinado de la reina Victoria y de esta manera el lugar de descanso de los restos mortales de Ana está marcado ahora en el suelo de mármol.

## Teorías sobre la causa de su caída
Los historiadores todavía discuten sobre la causa de la caída de Ana del trono. Hay varias teorías prominentes sobre la muerte de Ana Bolena, que el historiador de Oxford, Steven J. Gunn, describió como una histórica «guerra de trincheras».
- Culpable de sus acusaciones: el historiador inglés George W. Bernard es el único historiador moderno en sostener que Ana era culpable de adulterio y traición. En 1991 escribió: «Quizás la conjetura más segura para un historiador moderno es que Ana en efecto había cometido el adulterio con Norris y brevemente con Mark Smeaton y que había bastantes pruebas circunstanciales para poner en duda razonable los desmentidos de los demás».
- Una víctima romántica: la teoría tradicional es que Ana fue víctima de la crueldad de su marido y que su fracaso en concebir un hijo significó que Enrique no se detendría en nada hasta deshacerse de ella. Geoffrey Elton, historiador tudorista del siglo XX, sostuvo que «Ana y cinco hombres fueron condenados a muerte en el proceso legal porque el rey deseaba casarse otra vez... Enrique había desechado los escrúpulos para conseguir su meta y estaba preparado para aparecer como un cornudo y una víctima de la brujería».[42]
- Un ataque político: la teoría más popular es que Ana fue eliminada por un complot de palacio orquestado por sus enemigos. Una alianza con España se hacía deseable por varios motivos, y Ana era tan impopular entre la familia real española que su presencia era un serio obstáculo para conseguirlo. Thomas Cromwell, su antiguo partidario y el canciller del rey, por lo tanto se dio cuenta de a dónde Ana tendría que ir a parar. Estuvo más que dispuesto a sacrificar a cinco hombres inocentes para hacerlo (quienes eran también amigos de Ana y podrían, por lo tanto, oponerse a su destrucción si permanecían vivos).

## Retrato después de su muerte

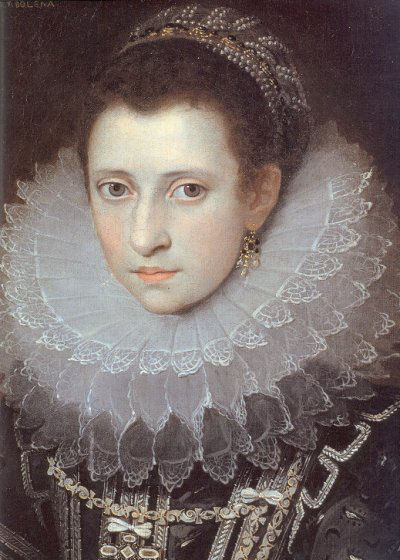
Un retrato idealizado de Ana Bolena, pintado en el siglo posterior a su muerte (de ahí el estilo de vestir anacrónico), atribuido a Marcus Gheeraerts el Joven.

Después de 1558, Ana fue venerada como mártir y heroína por los protestantes ingleses, en particular por los trabajos de John Foxe, que sostuvo que Ana había salvado a Inglaterra de los males del catolicismo romano y que Dios había proporcionado la prueba de su inocencia y virtud asegurándose que su hija, Isabel I, más tarde se convirtiera en reina. A consecuencia de esta visión, buena parte de la nobleza inglesa mostró cuadros de Ana en sus casas, a fin de mostrar su lealtad a la reina y la monarquía protestante. Aunque esta veneración de Ana disminuyera en los siglos XVIII y XIX, su idea como una heroína protestante fue resucitada recientemente por una historiadora inglesa, Joanna Denny.
La opinión más común en los siglos XVIII y XIX era la imagen de Ana como una víctima romántica; una mujer tenaz y hermosa que fue destruida por su marido, presentado como un tirano brutal por los historiadores más populares. Una biografía del siglo XIX de Ana de Margaret Benger estaba en particular llena de alabanzas hacia Ana, así como la titulada «Estrella de la Corte», de Serena Banbury. Los escritores famosos y los novelistas que suscribieron esta visión de Ana (que persistió en el siglo XX) incluyen a Jane Austen, Agnes Strickland, Jean Plaidy y Maxwell Anderson. La obra de teatro y la película ganadora de un Oscar Ana de los mil días está inspirada en esta interpretación de la vida de Ana, así como la ópera de Donizetti Anna Bolena. Varias novelas populares también han adoptado esta idea favorable de Ana Bolena.
Finalmente, en la segunda mitad del siglo XX, los historiadores académicos determinados a estudiar el gobierno de Enrique VIII y su corte, y serias instituciones políticas y culturales sostuvieron que Ana Bolena había sido una de las reinas más ambiciosas, inteligentes e importantes de la historia europea. Investigaron sus simpatías políticas, red de mecenazgo e influencia en política exterior y asuntos     religiosos. Esto condujo a varios estudios académicos de su vida, los más famosos de los cuales son las dos biografías escritas por el historiador británico Eric Ives. David Starkey es otro historiador que de forma entusiasta promueve esta interpretación de Ana. Combinado con la fuerza intelectual del feminismo, que ha interpretado a Ana Bolena desde un punto de vista muy favorable, las historias más académicas escriben sobre ella con respeto y compasión. El trabajo de la académica estadounidense, Retha Warnicke, se concentra en los prejuicios de género de principios del siglo XVI y su papel en la subida de Ana Bolena y su posterior caída.
Hubo distintos tratamientos de su vida a cargo de populares historiadores como Marie Louise Bruce, Hester W. Chapman, Norah Lofts, Carolly Erickson, Alison Weir, lady Antonia Fraser y Joanna Denny. En películas, televisión y artes escénicas, ha sido interpretada por una gran variedad de actrices famosas, incluyendo a Clara Kimball Young, Merle Oberon, Geneviève Bujold (nominada al Oscar y ganadora del Globo de Oro), Dame Dorothy Tutin, Dame Joan Sutherland, Charlotte Rampling, Vanessa Redgrave, Helena Bonham Carter, Jodhi May, Natalie Dormer, Natalie Portman y Claire Foy.

## Linaje
| \| \| \| \| \| \| \| \| \| \| \| \| \| \| \| \| \| \| \| \| 16. Tomás Bolena (1421-?)[43] \| \| \| \| \| \| \| \| \| \| \| \| \| \| \| \| \| \| \| \| \| \| \| \| \| \| \| \| \| \| \| \| \| \| \| \| \| \| \| \| \| \| \| \| \| \| \| \| \| \| \| \| \| \| 8. Sir Geoffrey Bolena (1437-c. 1463)[43] \| \| \| \| \| \| \| \| \| \| \| \| \| \| \| \| \| \| \| \| \| \| \| \| \| \| \| \| \| \| \| \| \| \| \| \| \| \| \| \| \| \| \| \| \| \| \| \| \| \| \| \| \| \| 17. Ann Bracton[43] \| \| \| \| \| \| \| \| \| \| \| \| \| \| \| \| \| \| \| \| \| \| \| \| \| \| \| \| \| \| \| \| \| \| \| \| \| \| \| \| \| \| \| \| \| \| \| \| \| \| \| \| \| \| 4. Sir Guillermo Bolena (?-1505)[43] \| \| \| \| \| \| \| \| \| \| \| \| \| \| \| \| \| \| \| \| \| \| \| \| \| \| \| \| \| \| \| \| \| \| \| \| \| \| \| \| \| \| \| \| \| \| \| \| \| \| \| \| \| \| 18. Tomás Hoo, primer Lord Hoo (?-c. 1455)[43] \| \| \| \| \| \| \| \| \| \| \| \| \| \| \| \| \| \| \| \| \| \| \| \| \| \| \| \| \| \| \| \| \| \| \| \| \| \| \| \| \| \| \| \| \| \| \| \| \| \| \| \| \| \| 9. Ana Hoo (c. 1425-c. 1484)[43] \| \| \| \| \| \| \| \| \| \| \| \| \| \| \| \| \| \| \| \| \| \| \| \| \| \| \| \| \| \| \| \| \| \| \| \| \| \| \| \| \| \| \| \| \| \| \| \| \| \| \| \| \| \| 19. Isabel Wychingham[43] \| \| \| \| \| \| \| \| \| \| \| \| \| \| \| \| \| \| \| \| \| \| \| \| \| \| \| \| \| \| \| \| \| \| \| \| \| \| \| \| \| \| \| \| \| \| \| \| \| \| \| \| \| \| 2. Tomás Bolena,I conde de Wiltshire (1477-1538/9) \| \| \| \| \| \| \| \| \| \| \| \| \| \| \| \| \| \| \| \| \| \| \| \| \| \| \| \| \| \| \| \| \| \| \| \| \| \| \| \| \| \| \| \| \| \| \| \| \| \| \| \| \| \| 20. James Butler, IV de Ormond (1392-1452)[44] \| \| \| \| \| \| \| \| \| \| \| \| \| \| \| \| \| \| \| \| \| \| \| \| \| \| \| \| \| \| \| \| \| \| \| \| \| \| \| \| \| \| \| \| \| \| \| \| \| \| \| \| \| \| 10. Thomas Butler, VII conde de Ormond (1450-?)[44] \| \| \| \| \| \| \| \| \| \| \| \| \| \| \| \| \| \| \| \| \| \| \| \| \| \| \| \| \| \| \| \| \| \| \| \| \| \| \| \| \| \| \| \| \| \| \| \| \| \| \| \| \| \| 21. Isabel Beauchamp (1410-?)[44] \| \| \| \| \| \| \| \| \| \| \| \| \| \| \| \| \| \| \| \| \| \| \| \| \| \| \| \| \| \| \| \| \| \| \| \| \| \| \| \| \| \| \| \| \| \| \| \| \| \| \| \| \| \| 5. Margarita Butler (c. 1465-1539/1540)[43] \| \| \| \| \| \| \| \| \| \| \| \| \| \| \| \| \| \| \| \| \| \| \| \| \| \| \| \| \| \| \| \| \| \| \| \| \| \| \| \| \| \| \| \| \| \| \| \| \| \| \| \| \| \| 22. Sir Ricardo Hankford (1397-1431)[44] \| \| \| \| \| \| \| \| \| \| \| \| \| \| \| \| \| \| \| \| \| \| \| \| \| \| \| \| \| \| \| \| \| \| \| \| \| \| \| \| \| \| \| \| \| \| \| \| \| \| \| \| \| \| 11. Ana Hankford (c. 1431-1485)[44] \| \| \| \| \| \| \| \| \| \| \| \| \| \| \| \| \| \| \| \| \| \| \| \| \| \| \| \| \| \| \| \| \| \| \| \| \| \| \| \| \| \| \| \| \| \| \| \| \| \| \| \| \| \| 23. Lady Ana de Montagu (1400-1457)[44] \| \| \| \| \| \| \| \| \| \| \| \| \| \| \| \| \| \| \| \| \| \| \| \| \| \| \| \| \| \| \| \| \| \| \| \| \| \| \| \| \| \| \| \| \| \| \| \| \| \| \| \| \| \| 1. Ana Bolena (1501/1507-1536) \| \| \| \| \| \| \| \| \| \| \| \| \| \| \| \| \| \| \| \| \| \| \| \| \| \| \| \| \| \| \| \| \| \| \| \| \| \| \| \| \| \| \| \| \| \| \| \| \| \| \| \| \| \| 24. Sir Robert Howard (?1385-1436) \| \| \| \| \| \| \| \| \| \| \| \| \| \| \| \| \| \| \| \| \| \| \| \| \| \| \| \| \| \| \| \| \| \| \| \| \| \| \| \| \| \| \| \| \| \| \| \| \| \| \| \| \| \| 12. John Howard, I duque de Norfolk \| \| \| \| \| \| \| \| \| \| \| \| \| \| \| \| \| \| \| \| \| \| \| \| \| \| \| \| \| \| \| \| \| \| \| \| \| \| \| \| \| \| \| \| \| \| \| \| \| \| \| \| \| \| 25. Lady Margarita Mowbray[45] \| \| \| \| \| \| \| \| \| \| \| \| \| \| \| \| \| \| \| \| \| \| \| \| \| \| \| \| \| \| \| \| \| \| \| \| \| \| \| \| \| \| \| \| \| \| \| \| \| \| \| \| \| \| 6. Tomás Howard II duque de Norfolk (1443-1524) \| \| \| \| \| \| \| \| \| \| \| \| \| \| \| \| \| \| \| \| \| \| \| \| \| \| \| \| \| \| \| \| \| \| \| \| \| \| \| \| \| \| \| \| \| \| \| \| \| \| \| \| \| \| 26. Sir Guillermo de Moleyns (1378-1425)[46] \| \| \| \| \| \| \| \| \| \| \| \| \| \| \| \| \| \| \| \| \| \| \| \| \| \| \| \| \| \| \| \| \| \| \| \| \| \| \| \| \| \| \| \| \| \| \| \| \| \| \| \| \| \| 13. Catalina Moleyns[46] \| \| \| \| \| \| \| \| \| \| \| \| \| \| \| \| \| \| \| \| \| \| \| \| \| \| \| \| \| \| \| \| \| \| \| \| \| \| \| \| \| \| \| \| \| \| \| \| \| \| \| \| \| \| 27. Margarita Whalesborough (?-1438)[46] \| \| \| \| \| \| \| \| \| \| \| \| \| \| \| \| \| \| \| \| \| \| \| \| \| \| \| \| \| \| \| \| \| \| \| \| \| \| \| \| \| \| \| \| \| \| \| \| \| \| \| \| \| \| 3. Isabel Howard, condesa de Wiltshire (1480-1538)[N 6] \| \| \| \| \| \| \| \| \| \| \| \| \| \| \| \| \| \| \| \| \| \| \| \| \| \| \| \| \| \| \| \| \| \| \| \| \| \| \| \| \| \| \| \| \| \| \| \| \| \| \| \| \| \| 28. Sir Felipe Tilney (1437-c. 1453)[47] \| \| \| \| \| \| \| \| \| \| \| \| \| \| \| \| \| \| \| \| \| \| \| \| \| \| \| \| \| \| \| \| \| \| \| \| \| \| \| \| \| \| \| \| \| \| \| \| \| \| \| \| \| \| 14. Sir Frederick Tylney[47] \| \| \| \| \| \| \| \| \| \| \| \| \| \| \| \| \| \| \| \| \| \| \| \| \| \| \| \| \| \| \| \| \| \| \| \| \| \| \| \| \| \| \| \| \| \| \| \| \| \| \| \| \| \| 29. Isabel Thorp (?-1436)[47] \| \| \| \| \| \| \| \| \| \| \| \| \| \| \| \| \| \| \| \| \| \| \| \| \| \| \| \| \| \| \| \| \| \| \| \| \| \| \| \| \| \| \| \| \| \| \| \| \| \| \| \| \| \| 7. Isabel Tilney (antes 1462-1497)[48][49] \| \| \| \| \| \| \| \| \| \| \| \| \| \| \| \| \| \| \| \| \| \| \| \| \| \| \| \| \| \| \| \| \| \| \| \| \| \| \| \| \| \| \| \| \| \| \| \| \| \| \| \| \| \| 30. Sir Lawrence Cheney (c. 1396-1461)[47] \| \| \| \| \| \| \| \| \| \| \| \| \| \| \| \| \| \| \| \| \| \| \| \| \| \| \| \| \| \| \| \| \| \| \| \| \| \| \| \| \| \| \| \| \| \| \| \| \| \| \| \| \| \| 15. Elizabeth Cheney[47] \| \| \| \| \| \| \| \| \| \| \| \| \| \| \| \| \| \| \| \| \| \| \| \| \| \| \| \| \| \| \| \| \| \| \| \| \| \| \| \| \| \| \| \| \| \| \| \| \| \| \| \| \| \| 31. Isabel Cokayn[47] \| \| \| \| \| \| \| \| \| \| \| \| \| \| \| \| \| \| \| \| \| \| \| \| \| \| \| \| \| \| \| \| \| \| \| \| \| \| \| \| \| \| \| \| \| \| \| \| \| \| \| \| |                                                    |  |  |  |  |  |  |  |  |  |  |  |  |  |  |  |
| |                                                    |  |  |  |  |  |  |  |  |  |  |  |  |  |  |  |
| | 16. Tomás Bolena (1421-?)                          |  |  |  |  |  |  |  |  |  |  |  |  |  |  |  |
| |                                                    |  |  |  |  |  |  |  |  |  |  |  |  |  |  |  |
| |                                                    |  |  |  |  |  |  |  |  |  |  |  |  |  |  |  |
| | 8. Sir Geoffrey Bolena (1437-c. 1463)              |  |  |  |  |  |  |  |  |  |  |  |  |  |  |  |
| |                                                    |  |  |  |  |  |  |  |  |  |  |  |  |  |  |  |
| |                                                    |  |  |  |  |  |  |  |  |  |  |  |  |  |  |  |
| | 17. Ann Bracton                                    |  |  |  |  |  |  |  |  |  |  |  |  |  |  |  |
| |                                                    |  |  |  |  |  |  |  |  |  |  |  |  |  |  |  |
| |                                                    |  |  |  |  |  |  |  |  |  |  |  |  |  |  |  |
| | 4. Sir Guillermo Bolena (?-1505)                   |  |  |  |  |  |  |  |  |  |  |  |  |  |  |  |
| |                                                    |  |  |  |  |  |  |  |  |  |  |  |  |  |  |  |
| |                                                    |  |  |  |  |  |  |  |  |  |  |  |  |  |  |  |
| | 18. Tomás Hoo, primer Lord Hoo (?-c. 1455)         |  |  |  |  |  |  |  |  |  |  |  |  |  |  |  |
| |                                                    |  |  |  |  |  |  |  |  |  |  |  |  |  |  |  |
| |                                                    |  |  |  |  |  |  |  |  |  |  |  |  |  |  |  |
| | 9. Ana Hoo (c. 1425-c. 1484)                       |  |  |  |  |  |  |  |  |  |  |  |  |  |  |  |
| |                                                    |  |  |  |  |  |  |  |  |  |  |  |  |  |  |  |
| |                                                    |  |  |  |  |  |  |  |  |  |  |  |  |  |  |  |
| | 19. Isabel Wychingham                              |  |  |  |  |  |  |  |  |  |  |  |  |  |  |  |
| |                                                    |  |  |  |  |  |  |  |  |  |  |  |  |  |  |  |
| |                                                    |  |  |  |  |  |  |  |  |  |  |  |  |  |  |  |
| | 2. Tomás Bolena,I conde de Wiltshire (1477-1538/9) |  |  |  |  |  |  |  |  |  |  |  |  |  |  |  |
| |                                                    |  |  |  |  |  |  |  |  |  |  |  |  |  |  |  |
| |                                                    |  |  |  |  |  |  |  |  |  |  |  |  |  |  |  |
| | 20. James Butler, IV de Ormond (1392-1452)         |  |  |  |  |  |  |  |  |  |  |  |  |  |  |  |
| |                                                    |  |  |  |  |  |  |  |  |  |  |  |  |  |  |  |
| |                                                    |  |  |  |  |  |  |  |  |  |  |  |  |  |  |  |
| | 10. Thomas Butler, VII conde de Ormond (1450-?)    |  |  |  |  |  |  |  |  |  |  |  |  |  |  |  |
| |                                                    |  |  |  |  |  |  |  |  |  |  |  |  |  |  |  |
| |                                                    |  |  |  |  |  |  |  |  |  |  |  |  |  |  |  |
| | 21. Isabel Beauchamp (1410-?)                      |  |  |  |  |  |  |  |  |  |  |  |  |  |  |  |
| |                                                    |  |  |  |  |  |  |  |  |  |  |  |  |  |  |  |
| |                                                    |  |  |  |  |  |  |  |  |  |  |  |  |  |  |  |
| | 5. Margarita Butler (c. 1465-1539/1540)            |  |  |  |  |  |  |  |  |  |  |  |  |  |  |  |
| |                                                    |  |  |  |  |  |  |  |  |  |  |  |  |  |  |  |
| |                                                    |  |  |  |  |  |  |  |  |  |  |  |  |  |  |  |
| | 22. Sir Ricardo Hankford (1397-1431)               |  |  |  |  |  |  |  |  |  |  |  |  |  |  |  |
| |                                                    |  |  |  |  |  |  |  |  |  |  |  |  |  |  |  |
| |                                                    |  |  |  |  |  |  |  |  |  |  |  |  |  |  |  |
| | 11. Ana Hankford (c. 1431-1485)                    |  |  |  |  |  |  |  |  |  |  |  |  |  |  |  |
| |                                                    |  |  |  |  |  |  |  |  |  |  |  |  |  |  |  |
| |                                                    |  |  |  |  |  |  |  |  |  |  |  |  |  |  |  |
| | 23. Lady Ana de Montagu (1400-1457)                |  |  |  |  |  |  |  |  |  |  |  |  |  |  |  |
| |                                                    |  |  |  |  |  |  |  |  |  |  |  |  |  |  |  |
| |                                                    |  |  |  |  |  |  |  |  |  |  |  |  |  |  |  |
| | 1. Ana Bolena (1501/1507-1536)                     |  |  |  |  |  |  |  |  |  |  |  |  |  |  |  |
| |                                                    |  |  |  |  |  |  |  |  |  |  |  |  |  |  |  |
| |                                                    |  |  |  |  |  |  |  |  |  |  |  |  |  |  |  |
| | 24. Sir Robert Howard (?1385-1436)                 |  |  |  |  |  |  |  |  |  |  |  |  |  |  |  |
| |                                                    |  |  |  |  |  |  |  |  |  |  |  |  |  |  |  |
| |                                                    |  |  |  |  |  |  |  |  |  |  |  |  |  |  |  |
| | 12. John Howard, I duque de Norfolk                |  |  |  |  |  |  |  |  |  |  |  |  |  |  |  |
| |                                                    |  |  |  |  |  |  |  |  |  |  |  |  |  |  |  |
| |                                                    |  |  |  |  |  |  |  |  |  |  |  |  |  |  |  |
| | 25. Lady Margarita Mowbray                         |  |  |  |  |  |  |  |  |  |  |  |  |  |  |  |
| |                                                    |  |  |  |  |  |  |  |  |  |  |  |  |  |  |  |
| |                                                    |  |  |  |  |  |  |  |  |  |  |  |  |  |  |  |
| | 6. Tomás Howard II duque de Norfolk (1443-1524)    |  |  |  |  |  |  |  |  |  |  |  |  |  |  |  |
| |                                                    |  |  |  |  |  |  |  |  |  |  |  |  |  |  |  |
| |                                                    |  |  |  |  |  |  |  |  |  |  |  |  |  |  |  |
| | 26. Sir Guillermo de Moleyns (1378-1425)           |  |  |  |  |  |  |  |  |  |  |  |  |  |  |  |
| |                                                    |  |  |  |  |  |  |  |  |  |  |  |  |  |  |  |
| |                                                    |  |  |  |  |  |  |  |  |  |  |  |  |  |  |  |
| | 13. Catalina Moleyns                               |  |  |  |  |  |  |  |  |  |  |  |  |  |  |  |
| |                                                    |  |  |  |  |  |  |  |  |  |  |  |  |  |  |  |
| |                                                    |  |  |  |  |  |  |  |  |  |  |  |  |  |  |  |
| | 27. Margarita Whalesborough (?-1438)               |  |  |  |  |  |  |  |  |  |  |  |  |  |  |  |
| |                                                    |  |  |  |  |  |  |  |  |  |  |  |  |  |  |  |
| |                                                    |  |  |  |  |  |  |  |  |  |  |  |  |  |  |  |
| | 3. Isabel Howard, condesa de Wiltshire (1480-1538) |  |  |  |  |  |  |  |  |  |  |  |  |  |  |  |
| |                                                    |  |  |  |  |  |  |  |  |  |  |  |  |  |  |  |
| |                                                    |  |  |  |  |  |  |  |  |  |  |  |  |  |  |  |
| | 28. Sir Felipe Tilney (1437-c. 1453)               |  |  |  |  |  |  |  |  |  |  |  |  |  |  |  |
| |                                                    |  |  |  |  |  |  |  |  |  |  |  |  |  |  |  |
| |                                                    |  |  |  |  |  |  |  |  |  |  |  |  |  |  |  |
| | 14. Sir Frederick Tylney                           |  |  |  |  |  |  |  |  |  |  |  |  |  |  |  |
| |                                                    |  |  |  |  |  |  |  |  |  |  |  |  |  |  |  |
| |                                                    |  |  |  |  |  |  |  |  |  |  |  |  |  |  |  |
| | 29. Isabel Thorp (?-1436)                          |  |  |  |  |  |  |  |  |  |  |  |  |  |  |  |
| |                                                    |  |  |  |  |  |  |  |  |  |  |  |  |  |  |  |
| |                                                    |  |  |  |  |  |  |  |  |  |  |  |  |  |  |  |
| | 7. Isabel Tilney (antes 1462-1497)                 |  |  |  |  |  |  |  |  |  |  |  |  |  |  |  |
| |                                                    |  |  |  |  |  |  |  |  |  |  |  |  |  |  |  |
| |                                                    |  |  |  |  |  |  |  |  |  |  |  |  |  |  |  |
| | 30. Sir Lawrence Cheney (c. 1396-1461)             |  |  |  |  |  |  |  |  |  |  |  |  |  |  |  |
| |                                                    |  |  |  |  |  |  |  |  |  |  |  |  |  |  |  |
| |                                                    |  |  |  |  |  |  |  |  |  |  |  |  |  |  |  |
| | 15. Elizabeth Cheney                               |  |  |  |  |  |  |  |  |  |  |  |  |  |  |  |
| |                                                    |  |  |  |  |  |  |  |  |  |  |  |  |  |  |  |
| |                                                    |  |  |  |  |  |  |  |  |  |  |  |  |  |  |  |
| | 31. Isabel Cokayn                                  |  |  |  |  |  |  |  |  |  |  |  |  |  |  |  |
| |                                                    |  |  |  |  |  |  |  |  |  |  |  |  |  |  |  |
| |                                                    |  |  |  |  |  |  |  |  |  |  |  |  |  |  |  |

|                    |                    |                    |                    |                    |                    |                  |                  |                  |                  |               |               |               |               | Elizabeth Cheney |          |              |              |              |              |              |              |            |            |                   |                   |                   |                   |                   |                   |  |  |  |  |  |  |  |  |  |  |  |  |  |  |  |  |
|                    |                    |                    |                    |                    |                    |                  |                  |                  |                  |               |               |               |               |                  |          |              |              |              |              |              |              |            |            |                   |                   |                   |                   |                   |                   |  |  |  |  |  |  |  |  |  |  |  |  |  |  |  |  |
|                    |                    |                    |                    |                    |                    |                  |                  |                  |                  |               |               |               |               |                  |          |              |              |              |              |              |              |            |            |                   |                   |                   |                   |                   |                   |  |  |  |  |  |  |  |  |  |  |  |  |  |  |  |  |
|                    |                    |                    |                    | Elizabeth Tilney   | Elizabeth Tilney   | Elizabeth Tilney | Elizabeth Tilney | Elizabeth Tilney | Elizabeth Tilney |               |               |               |               |                  |          |              |              |              |              |              |              |            |            | Anne Say          | Anne Say          | Anne Say          | Anne Say          | Anne Say          | Anne Say          |  |  |  |  |  |  |  |  |  |  |  |  |  |  |  |  |
|                    |                    |                    |                    | Elizabeth Tilney   | Elizabeth Tilney   | Elizabeth Tilney | Elizabeth Tilney | Elizabeth Tilney | Elizabeth Tilney |               |               |               |               |                  |          |              |              |              |              |              |              |            |            | Anne Say          | Anne Say          | Anne Say          | Anne Say          | Anne Say          | Anne Say          |  |  |  |  |  |  |  |  |  |  |  |  |  |  |  |  |
|                    |                    |                    |                    |                    |                    |                  |                  |                  |                  |               |               |               |               |                  |          |              |              |              |              |              |              |            |            |                   |                   |                   |                   |                   |                   |  |  |  |  |  |  |  |  |  |  |  |  |  |  |  |  |
| Lord Edmund Howard | Lord Edmund Howard | Lord Edmund Howard | Lord Edmund Howard | Lord Edmund Howard | Lord Edmund Howard |                  |                  | Isabel Howard    | Isabel Howard    | Isabel Howard | Isabel Howard | Isabel Howard | Isabel Howard |                  |          |              |              |              |              |              |              |            |            | Margery Wentworth | Margery Wentworth | Margery Wentworth | Margery Wentworth | Margery Wentworth | Margery Wentworth |  |  |  |  |  |  |  |  |  |  |  |  |  |  |  |  |
| Lord Edmund Howard | Lord Edmund Howard | Lord Edmund Howard | Lord Edmund Howard | Lord Edmund Howard | Lord Edmund Howard |                  |                  | Isabel Howard    | Isabel Howard    | Isabel Howard | Isabel Howard | Isabel Howard | Isabel Howard |                  |          |              |              |              |              |              |              |            |            | Margery Wentworth | Margery Wentworth | Margery Wentworth | Margery Wentworth | Margery Wentworth | Margery Wentworth |  |  |  |  |  |  |  |  |  |  |  |  |  |  |  |  |
| Catalina Howard    | Catalina Howard    | Catalina Howard    | Catalina Howard    | Catalina Howard    | Catalina Howard    |                  |                  | Ana Bolena       | Ana Bolena       | Ana Bolena    | Ana Bolena    | Ana Bolena    | Ana Bolena    |                  |          | Enrique VIII | Enrique VIII | Enrique VIII | Enrique VIII | Enrique VIII | Enrique VIII |            |            | Juana Seymour     | Juana Seymour     | Juana Seymour     | Juana Seymour     | Juana Seymour     | Juana Seymour     |  |  |  |  |  |  |  |  |  |  |  |  |  |  |  |  |
| Catalina Howard    | Catalina Howard    | Catalina Howard    | Catalina Howard    | Catalina Howard    | Catalina Howard    |                  |                  | Ana Bolena       | Ana Bolena       | Ana Bolena    | Ana Bolena    | Ana Bolena    | Ana Bolena    |                  |          | Enrique VIII | Enrique VIII | Enrique VIII | Enrique VIII | Enrique VIII | Enrique VIII |            |            | Juana Seymour     | Juana Seymour     | Juana Seymour     | Juana Seymour     | Juana Seymour     | Juana Seymour     |  |  |  |  |  |  |  |  |  |  |  |  |  |  |  |  |
|                    |                    |                    |                    |                    |                    |                  |                  |                  |                  |               |               |               |               |                  |          |              |              |              |              |              |              |            |            |                   |                   |                   |                   |                   |                   |  |  |  |  |  |  |  |  |  |  |  |  |  |  |  |  |
|                    |                    |                    |                    |                    |                    |                  |                  |                  |                  |               |               | Isabel I      | Isabel I      | Isabel I         | Isabel I | Isabel I     | Isabel I     |              |              | Eduardo VI   | Eduardo VI   | Eduardo VI | Eduardo VI | Eduardo VI        | Eduardo VI        |                   |                   |                   |                   |  |  |  |  |  |  |  |  |  |  |  |  |  |  |  |  |

## Películas
| Año  | Película                                      | Director        | Actriz           |
| ---- | --------------------------------------------- | --------------- | ---------------- |
| 1933 | La vida privada de Enrique VIII               | Alexander Korda | Merle Oberon     |
| 1969 | Ana de los mil días                           | Charles Jarrott | Geneviève Bujold |
| 1972 | Las seis esposas de Enrique VIII (serie) (TV) | Waris Hussein   | Dorothy Tutin    |
| 2007 | Los Tudor (TV)                                | Michael Hirts   | Natalie Dormer   |
| 2008 | The Other Boleyn Girl                         | Justin Chadwick | Natalie Portman  |
| 2015 | Wolf Hall (TV)                                | Peter Kosminsky | Claire Foy       |

| Predecesor: Catalina de Aragón | Reina consorte de Inglaterra 1533-1536 | Sucesor: Juana Seymour |